# Liste der Baudenkmäler in den Docklands (Dublin)
Die Liste der Baudenkmäler in den Docklands (Dublin) enthält die denkmalgeschützten Gebäude auf dem Gebiet der Docklands, Dublin City, in Irland (Stand: April 2016). Diese Baudenkmäler sind dem Record of Protected Structures vom 22. Dezember 2010 des Dublin City Council’s entnommen.
| Bild                                                                       | Bezeichnung                                               | Lage                                               | Beschreibung | Bauzeit      | Denkmalnummer |
| -------------------------------------------------------------------------- | --------------------------------------------------------- | -------------------------------------------------- | --- | ------------ | ------------- |
| Das Custom House                                                           | The Custom House                                          | Custom House Quay, Dublin 1                        | Residenz des Umweltministeriums und der Kommunalverwaltung; Architekt James Gandon | 1781-1791    | 2096          |
| Bus Station Busaras Dublin Docklands                                       | Bus Station Busáras                                       | Store Street, Dublin 1                             | Bus Station, Architekt: Michael Scotts | 1946-1953    | 7852          |
| Coroner’s Court Dublin Docklands                                           | Coroner’s Court                                           | Store Street, Dublin 1                             | Architekt: Charles J. McCarthy | 1901         | 7853          |
| Connolly Station                                                           | Connolly Station                                          | 1 Amiens Street, Dublin 1                          | Denkmalgeschützt: alle Teile des Bahnhofhauptgebäudes aus dem 19. Jahrhundert. Architekten: John Macneill und William Deane Butler. | 1840-1850    | 130           |
| Dock Offices, Dublin Docklands                                             | The Harbourmaster, ehem. Dock Offices                     | 1 Custom House Quay, I.F.S.C., Dublin 1            | Ehemalig das Haus des Hafenmeisters, heute in Nutzung als Pub. | 1820-1840    | 2095          |
| CHQ Gebäude                                                                | CHQ Building, Stack A & C                                 | Custom House Quay, IFSC, Dublin 1                  | Ehemaliges Lagerhaus. Architekt: John Rennie. | 1820         | 2094          |
| HIS Majesty’s Excise Store 1821                                            | HIS Majesty’s Excise Store 1821                           | Mayor Street Lower, Dublin 1                       | Architekt: George Papworth | 1821         | 2050          |
| Scherzer Brücke, Dublin Docklands                                          | Royal Canal Scherzer Bridge                               | Guild Street, North Wall Quay, Dublin, Dublin City | Schmiedeeiserne Scherzer-Rollklappenbrücke | 1810         | 912           |
|                                                                            | CIÉ Goods Depot                                           | 48-57 North Wall Quay, Dublin 1                    | Ehemalige North Wall Railway Station, heute in gewerblicher Mischnutzung. Architekt: J.B. Stansby. | 1890-1910    | 5836          |
| Lagerhalle Spencer Dock, Dublin Docklands                                  | The Wool Store                                            | North Wall Quay (off), Dublin, Dublin City         | Ehemalige Lagerhalle, angegliedert an das CIÉ Goods Depot (Nr. 5836). | 1830-1870    | 5837          |
| London and North Western Hotel, North Wall Quay, Dublin, Ireland           | CIÉ Offices / London & Western Hotel / British Rail Hotel | 58-59 North Wall Quay, Dublin 1                    | Ehemaliges Hotel der London and Northwestern Railway Company (LNWR). Letzte Nutzung: Bürogebäude von Irish Rail. Heute leerstehend. | 1870-1900    | 5838, 5839    |
| 73 North Wall Quay, Dublin                                                 | Gebäude, gewerbliche Nutzung                              | 73 North Wall Quay, Dublin 1                       | Nur Fassade steht unter Denkmalschutz. Heute und vermutlich auch damals in gewerblicher Nutzung. | 1900         | 5953          |
| Vallance & Mc Grath’s Bar est. 1908                                        | Vallance & McGrath                                        | 81 North Wall Quay, Dublin 1                       | Ursprüngliche Nutzung: Wohnhaus und Pub. Heute leerstehend aber weitestgehend erhalten. | 1880         | 5954          |
| Lagerhalle, 82 North Wall Quay, Castleforbes Road                          | Lagerhalle                                                | 82 North Wall Quay, Castleforbes Road, Dublin 1    | Ursprüngliche Nutzung: Lagerhalle. Heute leerstehend und zum Verkauf. | 1900         | 5842          |
| 3 Arena Front                                                              | 3Arena                                                    | North Wall Quay, Dublin 1                          | Konzert- und Veranstaltungshalle. Nur Fassade noch erhalten und unter Denkmalschutz. | 1887         | 5843          |
| Schornstein (Alliance Gasworks)                                            | Schornstein (Alliance Gasworks)                           | Hibernian Road, Dublin 2                           | Roter Backsteinschlot der irischen Gasversorgungsgesellschaft Gas Alliance. |              | 21            |
| Lagerhäuser am Hanover Quay 10-12                                          | Lagerhäuser am Hanover Quay 10 -12                        | 10-12 Hanover Quay, Dublin 2                       | Ehemaliges Lagerhaus | 1870-1900    | 3512          |
| The Glass Bottle Company                                                   | The Glass Bottle Company                                  | 50 Ringsend Road, Dublin, Dublin City              | Um 1871 errichtete Glas Bottle Company | ca. 1871     | 7379          |
|                                                                            | CIÉ Bus Depot                                             | 37-95 Ringsend Road, Dublin 4                      | Tore zu den Piers | 1880-1910    | 7380          |
| Dublin United Tramway Company Powerhouse / Windmill Lane Recording Studios | Dublin United Tramway Company Powerhouse                  | 20 Ringsend Road, Dublin 4                         | Architekt: Vincent Kelly | 1932         | 7381          |
|                                                                            | Wohnhäuser in der Barrow Street 33–34                     | 33-34 Barrow Street, Dublin 4                      | Ehemalige Regentschaftshäuser | ca. 1835     | 483, 484      |
| Boland’s Mill                                                              | Boland Flour Mills                                        | 1 Ringsend Road, Dublin 4                          | Ehemalige Getreidemühle | 1830er Jahre | 7377          |
| The Factory                                                                | The Factory                                               | Barrow Street, Dublin 4                            | Ehemaliges Lagerhaus der Boland Mill | um 1870      | 485           |
| Lagerhalle Barrow Street 1                                                 | Lagerhaus                                                 | Barrow Street, Dublin 4                            | Ehemaliges Lagerhaus, 3-stöckig |              | 486           |
| Lagerhalle Barrow Street 2                                                 | Lagerhaus                                                 | Barrow Street, Dublin 4                            | Ehemaliges Lagerhaus,5-stöckig |              | 487           |
| Lagerhalle Dock Mill                                                       | Dock Mill, ehem. Lagerhaus                                | 38–40 Barrow Street, Dublin 4                      | Heute: Google Gebäude |              | 488           |
| The Malting Tower                                                          | The Malting Tower                                         | 8 Grand Canal Quay, Dublin 2                       | Ehemaliger Mälzerei Förderturm, heute Büro- und Wohngebäude | 1886         | 3277          |
| The Ferryman Hotel                                                         | The Ferryman Hotel                                        | 35-36 Sir John Rogerson’s Quay, Dublin 2           | Ehemaliges Hotel, bestehend aus zwei georgianischen Gebäuden. Erbaut um 1780 von Lord Cardiff. | ca. 1780     | 7549, 7550    |
| Tropical Fruit Co. Building                                                | Lagerhalle der Tropical Fruit Company                     | 30-32 Sir John Rogerson’s Quay, Dublin 2           | Ehemalige Lagerhalle der Tropical Fruit Company | 1890er       | 7548          |
| British & Irish Steampacket Company Office Building                        | Bürogebäude der British & Irish Steampacket Company       | 20-24 Sir John Rogerson’s Quay, Dublin 2           | Ehemaliges Bürogebäude der British & Irish Steampacket Company. Architekt: W.H. Byrne & Son |              | 7547          |
| Columbia Mills                                                             | Columbia Mills                                            | 14-15 Sir John Rogerson’s Quay, Dublin 2           | Gebäude |              | 7546          |
| 4 & 5 Sir John Rogerson’s Quay                                             | Gebäude                                                   | 4-5 Sir John Rogerson’s Quay, Dublin 2             | |              | 7544, 7545    |
| 2 Sir John Rogerson’s Quay                                                 | Fassade                                                   | 2 Sir John Rogerson’s Quay, Dublin 2               | |              | 7543          |
| 21-22 City Quay, Dublin                                                    | Gebäude                                                   | 21-22 City Quay, Dublin                            | Vom ursprünglichen Gebäude ist nur die Fassade erhalten. Sie ist somit der einzige denkmalgeschützte Teil des Gebäudes. Nutzung: Büros und Restaurant. |              | 1856          |
| Church of the Immaculate Heart Of Mary · Pfarrhaus                         | Church of the Immaculate Heart of Mary                    | 9-12 City Quay, Dublin 2                           | Kirche und dazugehöriges Pfarrhaus. Architekten: John Bourke und J.L. Robinson | 1861         | 1853, 1854    |
|                                                                            | Pearse House Wohnsiedlung                                 | 93-97 Townsend Street, Dublin 2                    | |              | 8187          |
| Countess Markievicz Gebäudekomplex                                         | Constance Markiewicz Gebäudekomplex                       | 115-140 Townsend Street, Dublin 2                  | Sozialer Wohnungsbau, benannt nach Countess Markievicz. Architekt: Herbert G. Simms | 1934-1936    | 8188          |
| Straße in Dublin, Irland (21849444924)                                     | Gebäude                                                   | 1-2 Lombard Street East, Dublin 2                  | |              | 4830          |
| 32 Lombard Street                                                          | Gebäude                                                   | 32 Lombard Street East, Dublin 2                   | Gewerbliche Nutzung (Apotheke) |              | 4831          |
| Pearse Square, Dublin                                                      | Pearse Square Park Apartments                             | 1-57 Pearse Square, Dublin                         | Wohnhäuser um den Pearse Square Park |              | 6445-6490     |
| St. Mark’s Church Dublin                                                   | St. Mark’s Church of Ireland                              | 42 A-C Pearse Street, Dublin 2                     | Kirche | 1729-1752    | 6503          |
| The Academy                                                                | The Academy                                               | 42 Pearse Street, Dublin 2                         | Heutige Nutzung: Kino, "The Academy Cinema" | 1824         | 6504          |
| 43 Pearse Street, Dublin                                                   | Gebäude                                                   | 43 A-B Pearse Street, Dublin 2                     | Gewerbliche Nutzung |              | 6507          |
|                                                                            | Gebäude                                                   | 45 Pearse Street, Dublin 2                         | Gewerbliche Nutzung |              | 6508          |
|                                                                            | Wohnhaus                                                  | 46 Pearse Street, Dublin 2                         | Wohnhaus |              | 6509          |
|                                                                            | Gebäude                                                   | 51-51a Pearse Street, Dublin 2                     | Gewerbliche Nutzung |              | 6510          |
|                                                                            | Gebäude                                                   | 52 Pearse Street, Dublin 2                         | Gewerbliche Nutzung |              | 6511          |
|                                                                            | Gebäude                                                   | 53 Pearse Street, Dublin 2                         | Gewerbliche Nutzung |              | 6512          |
|                                                                            | St. Andrews Resource Center                               | 114-116 Pearse Street, Dublin 2                    | Ehemaliges Gebäude der St. Andrews School (bis 1976). Einige Jahre Leerstand, bis das Gebäude 1985 dem Social Service Center übergeben wurde. Bis 1989 Renovierung und anschließende Eröffnung als St. Andrews Resource Center. Architekt: William Hague. | 1897         | 6513          |
|                                                                            | Dublin City Library and Archive / Gilbert Library         | 139-142 Pearse Street, Dublin 2                    | Im Jahr 1909 Eröffnung als Gilbert Library. Beherbergt heute auch das Dubliner Stadtarchiv. Architekt: C. J. McCarthy. | ca. 1900     | 6514          |